# 富山 (千葉県)
富山（とみさん）は、千葉県南房総市にある房総丘陵の山の一つ。2つの峰からなる双耳峰で、標高は北峰（金毘羅峰）が349 m
、南峰（観音峰）342.0 m。北峰には三角点と金比羅神社、そして「十一州一覧台」という展望台があり、南峰には観音堂がある。周囲一帯は「県立富山自然公園」に指定されている。
古くから航海の目標とされ、石橋山の合戦で破れて舟で逃れた源頼朝も航路上の目標にしたという。

## 山名の由来
「富山（とみさん）」という地名は、安房開拓の祖の天富命（あめのとみのみこと）に由来すると言われている。旧富山町の名は、この山の訓読みから来ている。

## 南総里見八犬伝
曲亭馬琴の伝奇小説『南総里見八犬伝』の重要な舞台になった山であるが、作品中では「とやま」と呼ばれている。この物語の発端部において、里見家の伏姫と犬の八房は富山に籠って暮らし、そこで伏姫が八房の気を受けて身籠った。また、物語の結末部では、隠居した八犬士がこの山に入り、仙人となっている。伏姫と八房が住んでいたとされる「伏姫籠窟」という洞穴と犬塚（八房の墓）が中腹の奥沢林道沿いにある。また、南峰と北峰の鞍部に「八犬士終焉の地」の木柱がある。

## 登山
江戸湾警備のために訪れた松平容保による富山登山記が房総御備場御用手びかえ（東京大学附属図書館蔵）に残されている。
以下の登山ルートがある。
1. JR内房線岩井駅 - 富山中学校 - 伏姫籠窟 - 富山山頂
2. JR内房線岩井駅 - 福満寺 - 富山山頂
3. 伊予ヶ岳 - 吉井集落 - 富山山頂

※3.のルートは、北峰と南峰の鞍部まで舗装林道が通じており、車で登ることもできる。どのルートも、登り2時間、下り1時間30分で行ける。

## ギャラリー

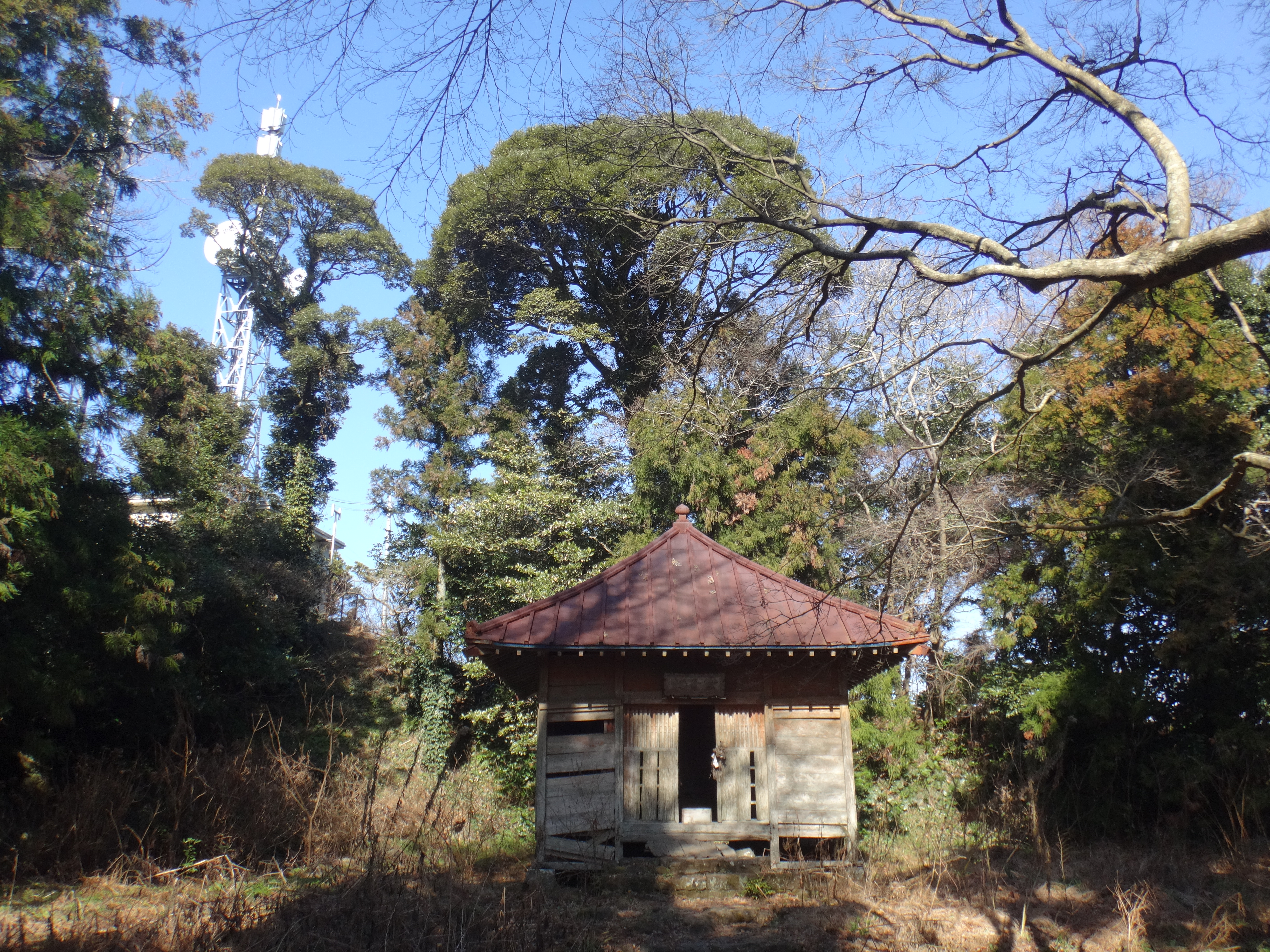
富山南峰の観音堂
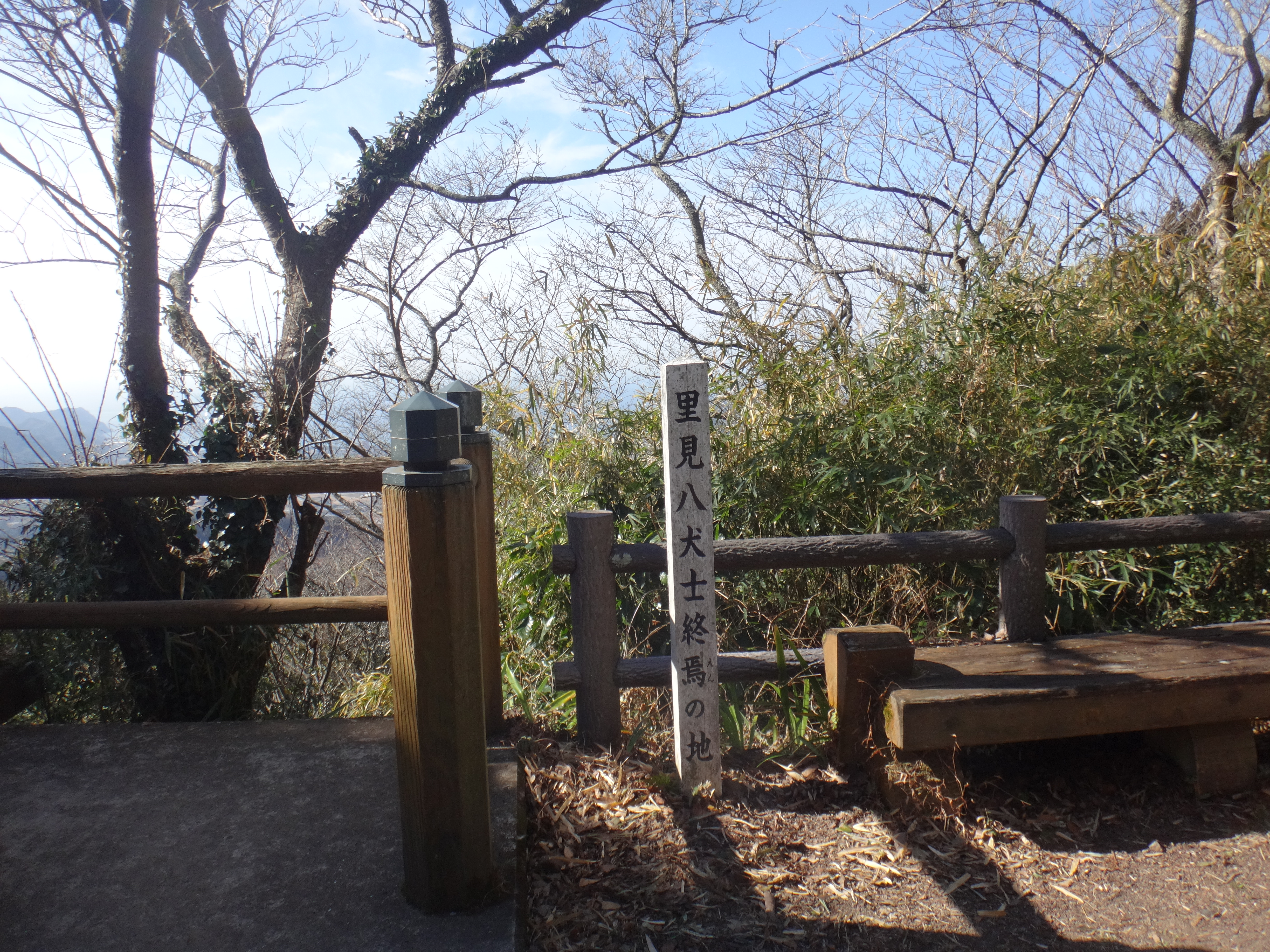
南峰と北峰の間にある里見八犬士終焉の地
富山北峰の展望台
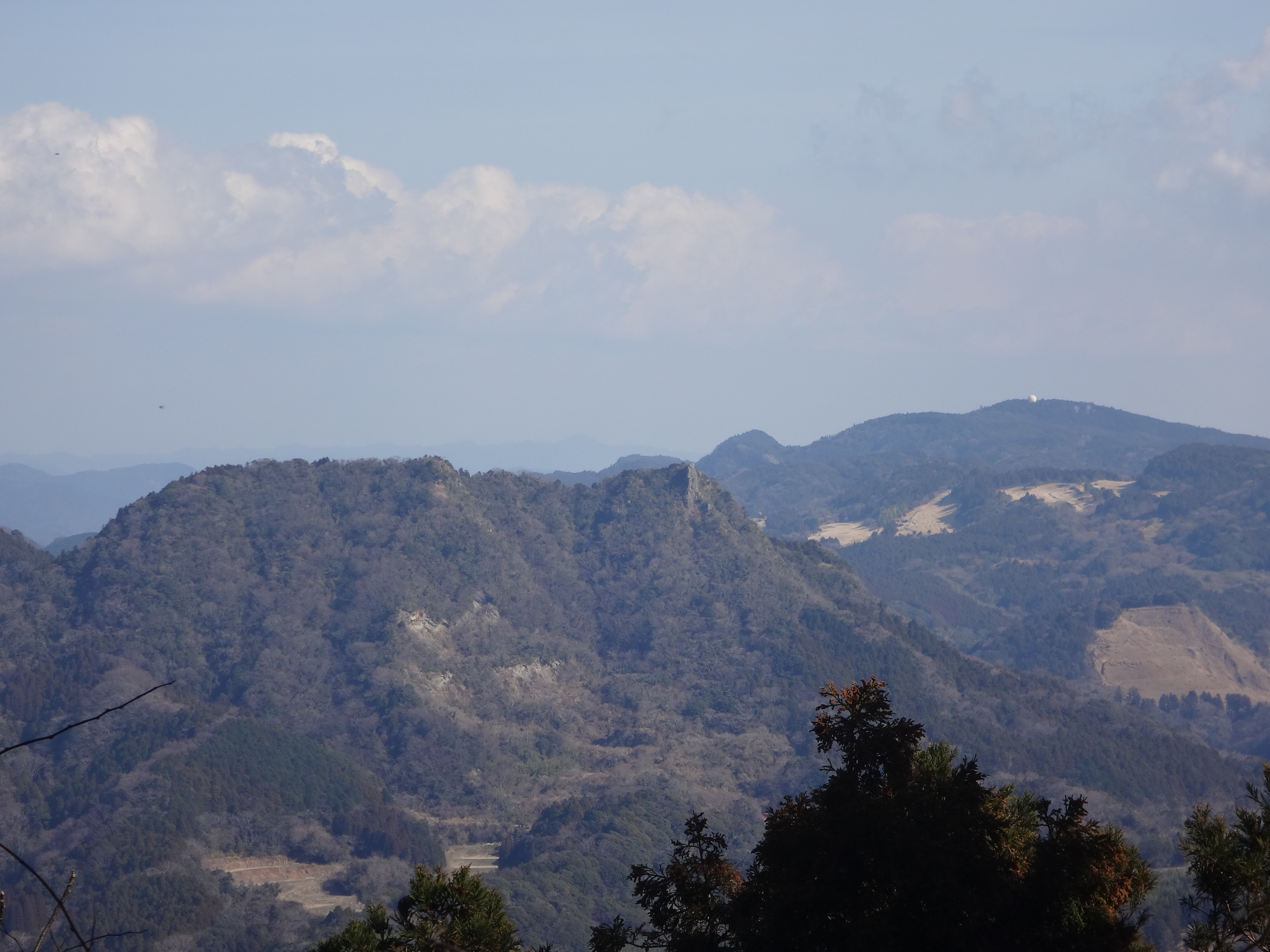
富山展望台から伊予ヶ岳（真ん中）と千葉県最高峰愛宕山（右奥）
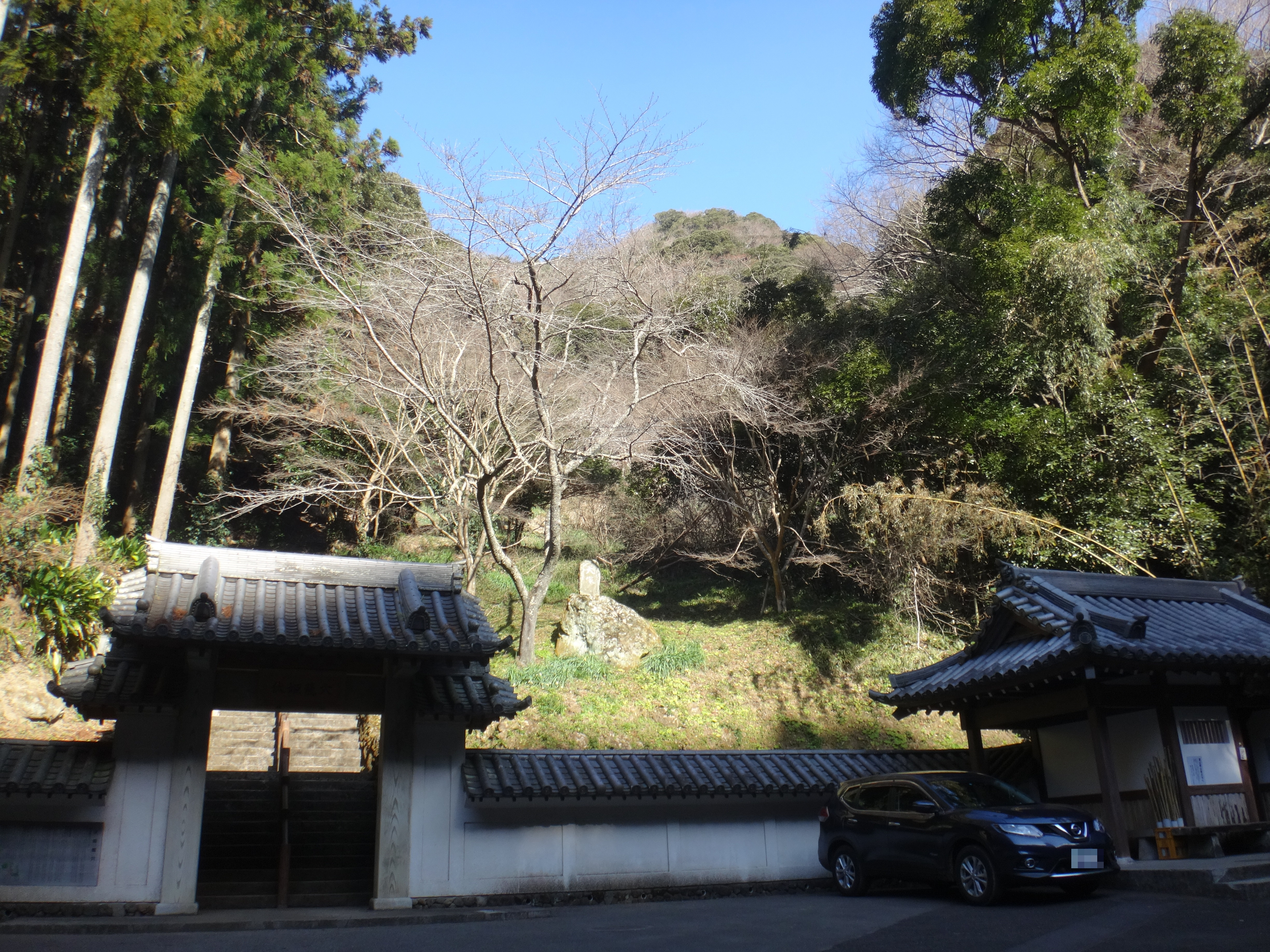
伏姫籠穴入口
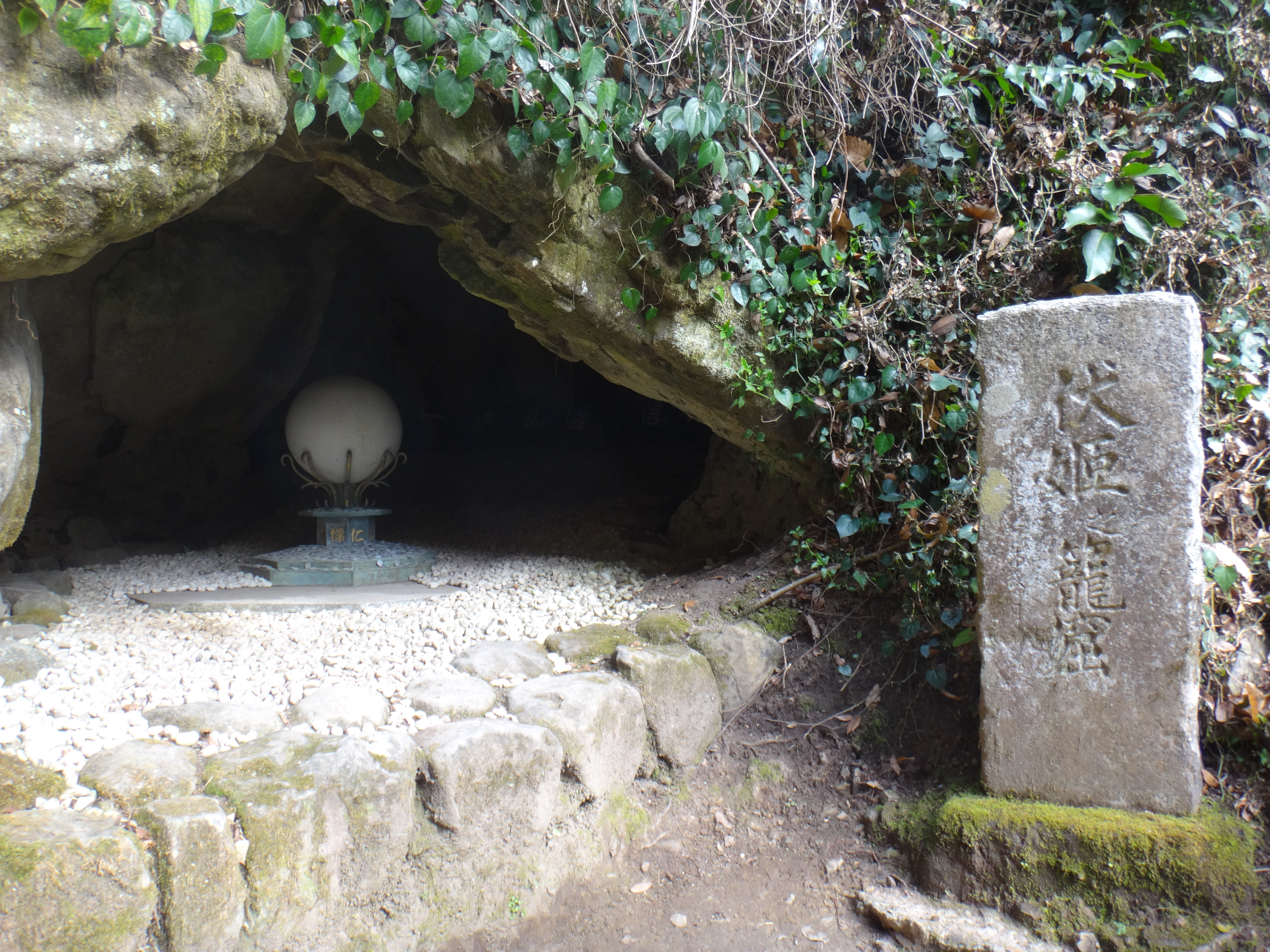
伏姫籠窟（内部には「仁義礼智忠信考悌」の８個の玉がある）